# Steven Meisel
Steven Meisel (Nueva York, 5 de junio de 1954) es un fotógrafo de moda estadounidense que se hizo conocido por su trabajo en la revista Vogue —ediciones italiana y estadounidense— y por las fotografías de su amiga Madonna publicadas en el libro del año 1992, Sex. En la actualidad, es considerado uno de los fotógrafos de moda con más éxito del sector. Él colaboraba habitualmente con las revistas Vogue Italia, Vogue USA, y W, todas editadas por Condé Nast Publications. Ahora publica exclusivamente para la edición Británica de Vogue.

## Biografía
A muy temprana edad, Meisel solía dibujar mujeres en vez de utilizar juguetes. Sus fuentes de inspiración eran revistas como Vogue y Harper's Bazaar. Meisel soñaba con una mujer de la clase alta, similar a Gloria Guinness y Babe Paley, que personificara el ideal de elegancia y alta sociedad. Sus otros iconos fueron su madre y su hermana.
A los 12 años, mientras se obsesionaba con modelos como Twiggy, Veruschka y Jean Shrimpton, le pidió a algunas amigas que llamaran a agencias de modelos fingiendo ser la secretaria de Richard Avedon, con el objetivo de obtener fotografías de las modelos. Para poder conocer a Twiggy, Meisel la esperó fuera del estudio de Melvin Sokolsky.
Estudió en la Escuela Superior de Arte y Diseño y en la Nueva Escuela de Diseño Parsons. Allí acudió a diversos cursos. Sin embargo, se graduó solo en Ilustración de Moda.

## Carrera
Uno de sus primeros trabajos fue como ilustrador del diseñador Halston. Meisel jamás pensó que llegaría a convertirse en fotógrafo. Admiraba a artistas como Jerry Schatzberg, Irving Penn, Richard Avedon y Bert Stern. Más adelante, mientras trabajaba como ilustrador en el periódico de modas Women's Wear Daily, acudió a la agencia de modelos Elite, donde dos chicas que laboraban allí le permitieron tomar fotografías a algunas de las modelos. Las retrataría en su apartamento de Nueva york o en la calle: durante los días hábiles trabajaba en Women's Wear Daily y los fines de semana trabajaba con las modelos. Algunas llevaron sus fotografías a la revista Seventeen, posteriormente, los encargados de la publicación llamaron a Meisel y le propusieron trabajar con ellos.
En la actualidad, Meisel trabaja para muchas revistas de moda, incluyendo Vogue en sus ediciones italiana, estadounidense y británica. Ha sido el único fotógrafo designado a la portada de Vogue Italia por casi 27 años. Aunque su estudio está ubicado en la calle neoyorquina de Wooster, suele arrendar los estudios en Pier59.

## Creador de supermodelos
Meisel es señalado como el descubridor o promotor de muchas supermodelos. Ha catapultado la carrera de modelos como Sasha Pivovarova, Snejana Onopka, Élise Crombez, Jessica Stam, Coco Rocha, Missy Rayder, Daria Werbowy, Carmen Kass, Julia Stegner, Gemma Ward, Malgosia Bela  y Karen Elson, incluyéndolas regularmente en la revista Vogue italiana y en diversas campañas. Entre sus musas favoritas, se destacan Linda Evangelista, Naomi Campbell, Christy Turlington (la llamada "Trinidad" de las supermodelos), Kristen McMenamy, Amber Valletta, Stella Tennant, Carolyn Murphy, Raquel Zimmermann, Gisele Bündchen, Natalia Vodianova, Liya Kebede, Guinevere van Seenus y Karlie Kloss. En la actualidad, es común encontrar en sus campañas a jóvenes modelos como Vittoria Ceretti, Rianne van Rompaey, Imaan Hammam, Julia Nobis, Irina Shayk y las hermanas Gigi Hadid y Bella Hadid.

## Anna y Franca
Meisel ha sido el "protegido" de las editoras Franca Sozzani (Vogue italiana) y Anna Wintour (Vogue estadounidense). Colaboraba con regularidad con la revista Vogue Italia y fotografíaba la portada de cada número, algo casi inaudito en la siempre cambiante industria de la moda. Entre julio de 1988 y marzo de 2018 realizó en total 420 tapas (principales y suplementos) para la Vogue italiana, en un periodo de treinta años de trabajo, casi sin interrupciones. Para Wintour solía producir una o más historias por mes, y en los 90s fotografió la mayoría de las portadas norteaméricanas. Luego de muchos años, en 2016, publica su última nota para Vogue USA, y meses después, luego de la muerte de Sozzani, se despide de la versión italiana con el editorial "Buy, bye". Al año de finalizar sus colaboraciones para ambas editoras, Meisel vuelve después de casi tres décadas de ausencia a la edición Británica de la revista, bajo la dirección del ahora editor en jefe Edward Enninful. En 2022 fotografía la primera portada de esa revista protagonizada por un hombre en solitario.

## Controversia
Utilizando la Vogue italiana como plataforma, Meisel crea a menudo diseños controvertidos, yuxtaponiendo moda y política o estándares sociales. Por ejemplo, en la edición de septiembre de 2006, Meisel jugó con el concepto de las libertades restringidas después de los ataques terroristas en Estados Unidos en el año 2001. Las bellas y elegantes modelos fueron concebidas como terroristas o policías altamente entrenadas.
Las imágenes causaron revuelo mediático, mostrando a las modelos victimizadas y en composiciones violentas. También obtuvo una respuesta negativa de algunos grupos feministas, los cuales vieron el rol de la mujer socavado por el género masculino.
Otros hitos fueron "Grunge & Glory" (1992), con la irrupción del fenómeno grunge en la cultura pop; "Asexual Revolution" (2004), adelantando la diversidad de género; "Celebrity" (2005), una parodia de las revistas de chismes y los paparazzis; "Makeover Madness" (2005), satirizando la obsesión por la cirugía plástica; "Live On The Web" (2007), graficando el voyeurismo on line; "Supermods Enter Rehab" (2007), retratando la cultura de la rehabilitación de los famosos; "Make Love, Not War" (2007), una historia de protesta contra la guerra en Irak; "A Black Issue" (2008), el famoso número de Vogue Italia, sin precedentes y éxito en ventas, únicamente con modelos de color; "Air Supply" (2009), ilustrando la paranoia por la pandemia de la gripe porcina; "Meiselpics" (2009), antecedente de la exposición en redes sociales; "Water & Oil", un ensayo crudo del impacto ambiental, inspirado en el derrame petrolero en el Golfo de México, en 2010; "Belle Vere" (2011), un editorial con modelos plus size pionero en la movida "body positivity"; "Horror Movie" (2014), inspirada en el cine de terror de Stanley Kubrick, con la visibilización de la violencia de género como eje.

## Campañas de moda
Meisel ha trabajado para campañas publicitarias de las casas de moda Versace, Valentino, Dolce & Gabbana y Calvin Klein. También es conocido por fotografiar las campañas de cada temporada de la marca Prada desde el año 2004 hasta 2016. Recientemente colaboró estrechamente con las marcas Ports 1961, Chloé, Loewe, Moschino, Zara, Dior Men, Louis Vuitton, Toteme, Yves Saint Laurent, Lanvin y Max Mara.
Es un gran amigo de la diseñadora Anna Sui, con quien ha colaborado para las escasas campañas publicitarias que realiza, y de su maquilladora exclusiva, Pat McGrath.
- Datos: Q1374796